# Caridina cavernicola
Caridina cavernicola е вид десетоного от семейство Atyidae. Видът е уязвим и сериозно застрашен от изчезване.

## Разпространение
Разпространен е в Китай (Гуанси).